# کلور، پنجاب
کلور (به انگلیسی: Kallur) یک شهرک در پاکستان است که در ناحیه میانوالی واقع شده‌است.